# Steinwartshügel

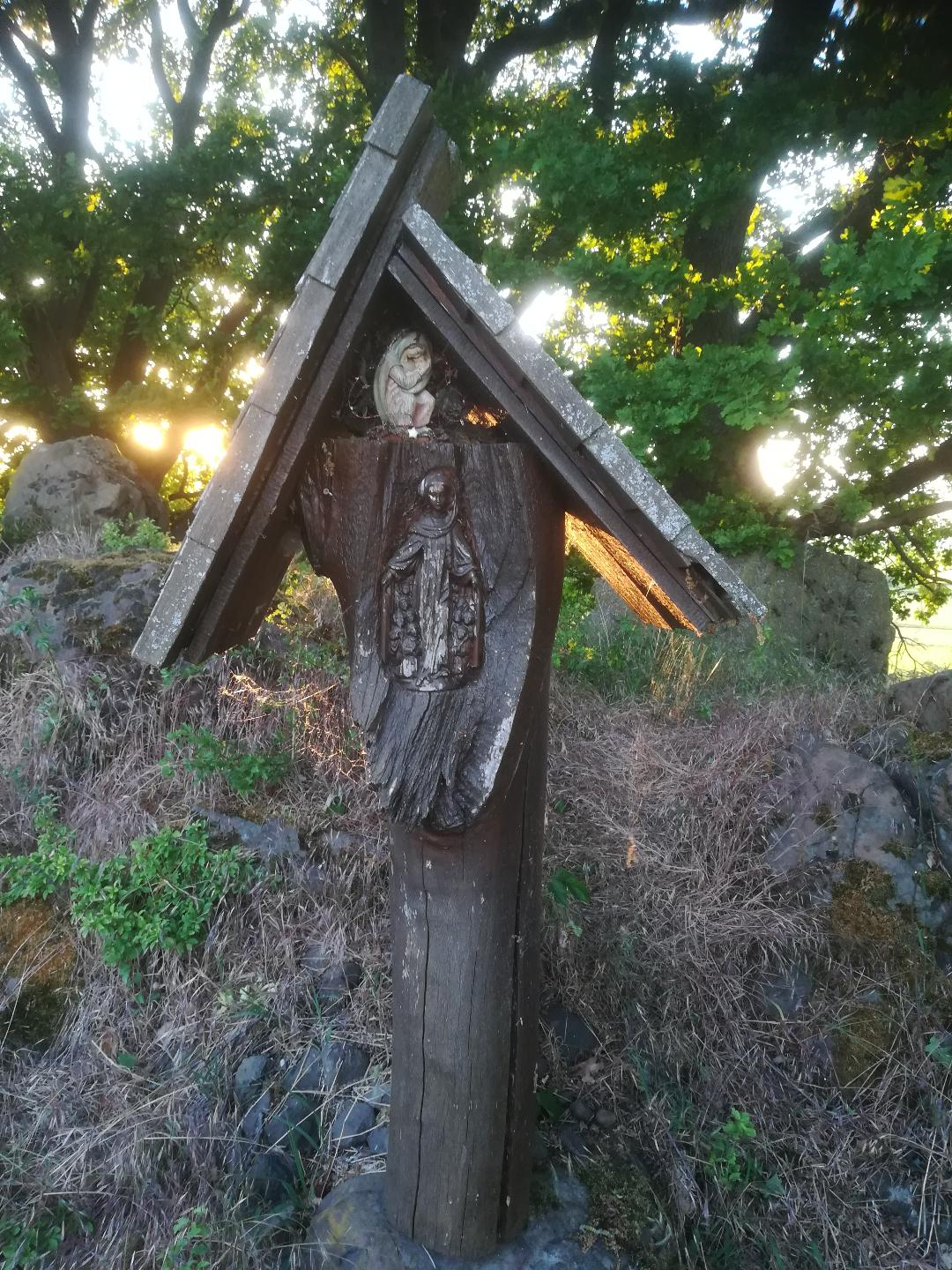
Gipfelkreuz

Der Steinwartshügel (auch: Kuhrain bzw. Rossberg) ist eine kleine Anhöhe am Ostrand des Amöneburger Beckens und unmittelbar nördlich der Ortschaft Rüdigheim, die zur Stadt Amöneburg gehört. Der Hügel ist mit seinem Hauptgipfel 240,7 m ü. NHN hoch und erhebt sich rund 35 Meter über das Dorf Rüdigheim und rund 100 Meter nordwestlich des, obschon etwas niedrigeren, dennoch weit bekannteren Kreuzwarthügels. Der mittlere Gipfel, auf dem sich auch einige größere Felsbrocken befinden, ist durch ein Marterl markiert.
Der Hauptgipfel des Steinwartshügels, der „Mittelste Steinwartshügel“ liegt am Rande einer Viehweide. Der Gipfelbereich selbst ist mit Buschwerk bewachsen. Der Nordwesthang zum Felsenring ist mit hochstämmigen Wald bestanden. Die Nebengipfel heißen "Hinterster Steinwartshügel" im Nordosten und "Vorderster Steinhügel" im Südwesten.

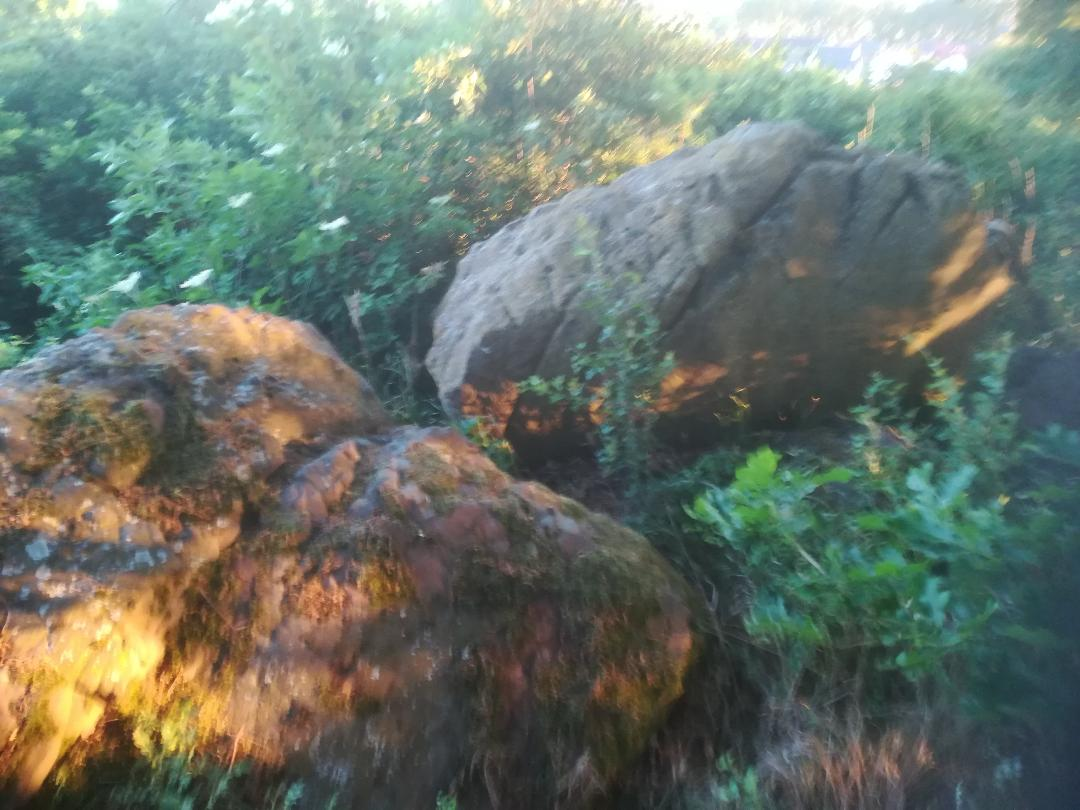
Felsen im Gipfelbereich des mittleren Steinwartshügels

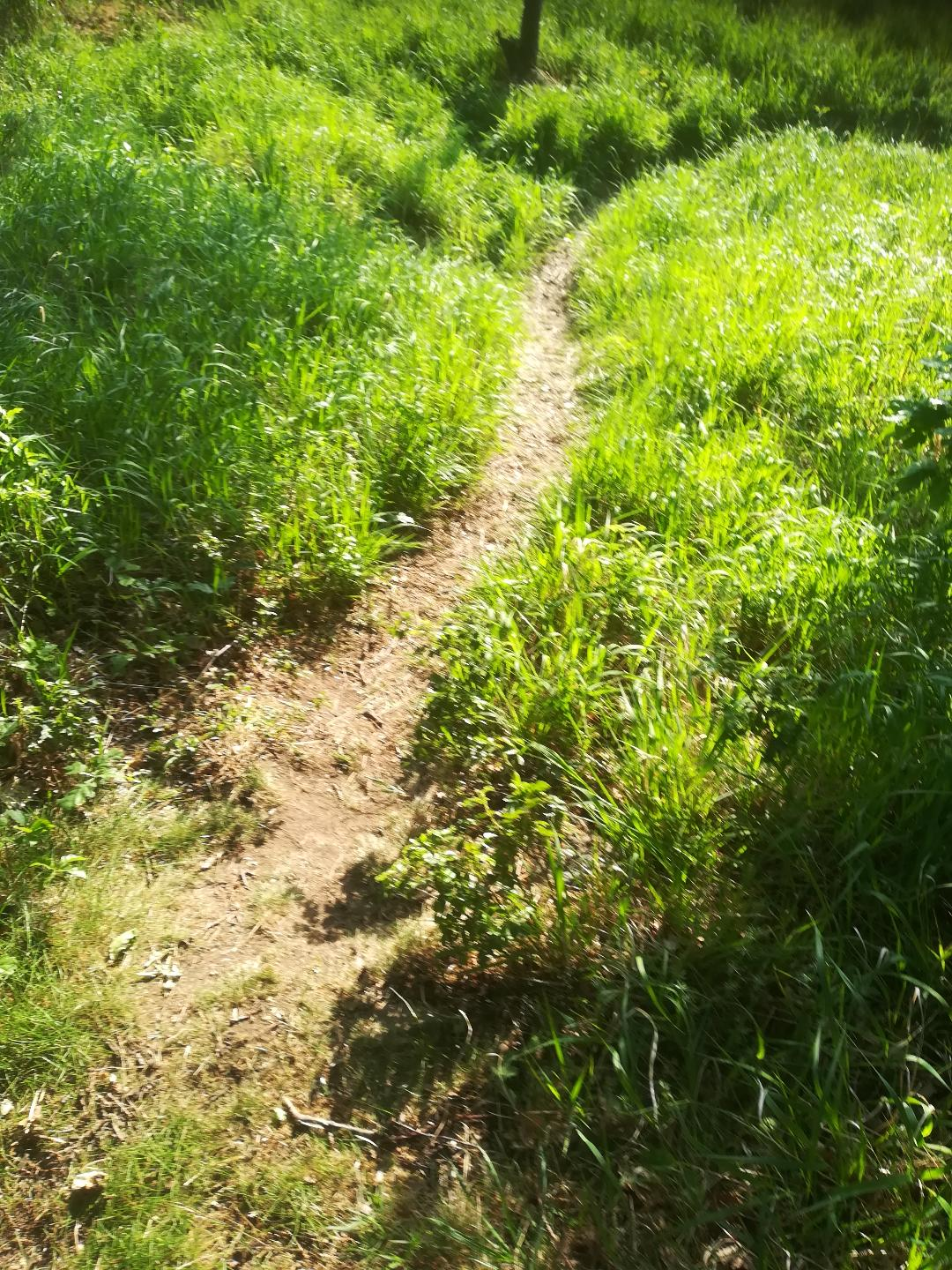
Steig zum Gipfel vom Felsenring

Der Aufstieg kann über einen kurzen aber steilen Steig von Südwesten durch den Bergwald erfolgen, der am Ende der (oberen) Straße „Felsenring“ abzweigt. Ein alternativer Aufstieg verläuft von Nordosten über den Weg, der zum Kreuzwarthügel führt.
Der Berg liegt, obschon nicht formal Etappenpunkt, unweit von zwei offiziellen Wanderwegen der Stadt Amöneburg, der zwölf Kilometer langen Geotour „Kreuz & Quer“ und seit 2016 der neuen, rund fünf Kilometer langen Geotour „Stock & Stein“. Der Wanderweg „Kreuz & Quer“ führt, ausgehend vom Kreuzwarthügel über die Brücker Mühle bis zum Schweinsberger Moor und wieder zurück nach Rüdigheim. Beide Wege führen weniger als 100 Meter vom Hügel entfernt vorbei.